# IHPS (ヘルメット)
IHPS（英語: Integrated Head Protection System、統合頭部保護システム）は、アメリカ陸軍の最新型戦闘用ヘルメットであり、将来的にはACHやECHを置き換えることが意図されている。
このヘルメットは、アメリカ陸軍ソルジャー計画執行室の兵士防護システム（英語: Soldier Protection System、略称：SPS）プログラムによって開発され、エイボン・プロテクションの子会社であるセラダインによって製造されている。
このヘルメットは、2019年にアフガニスタン、イラクおよびシリアの戦闘地域に展開する部隊に初めて配備された。

## 歴史

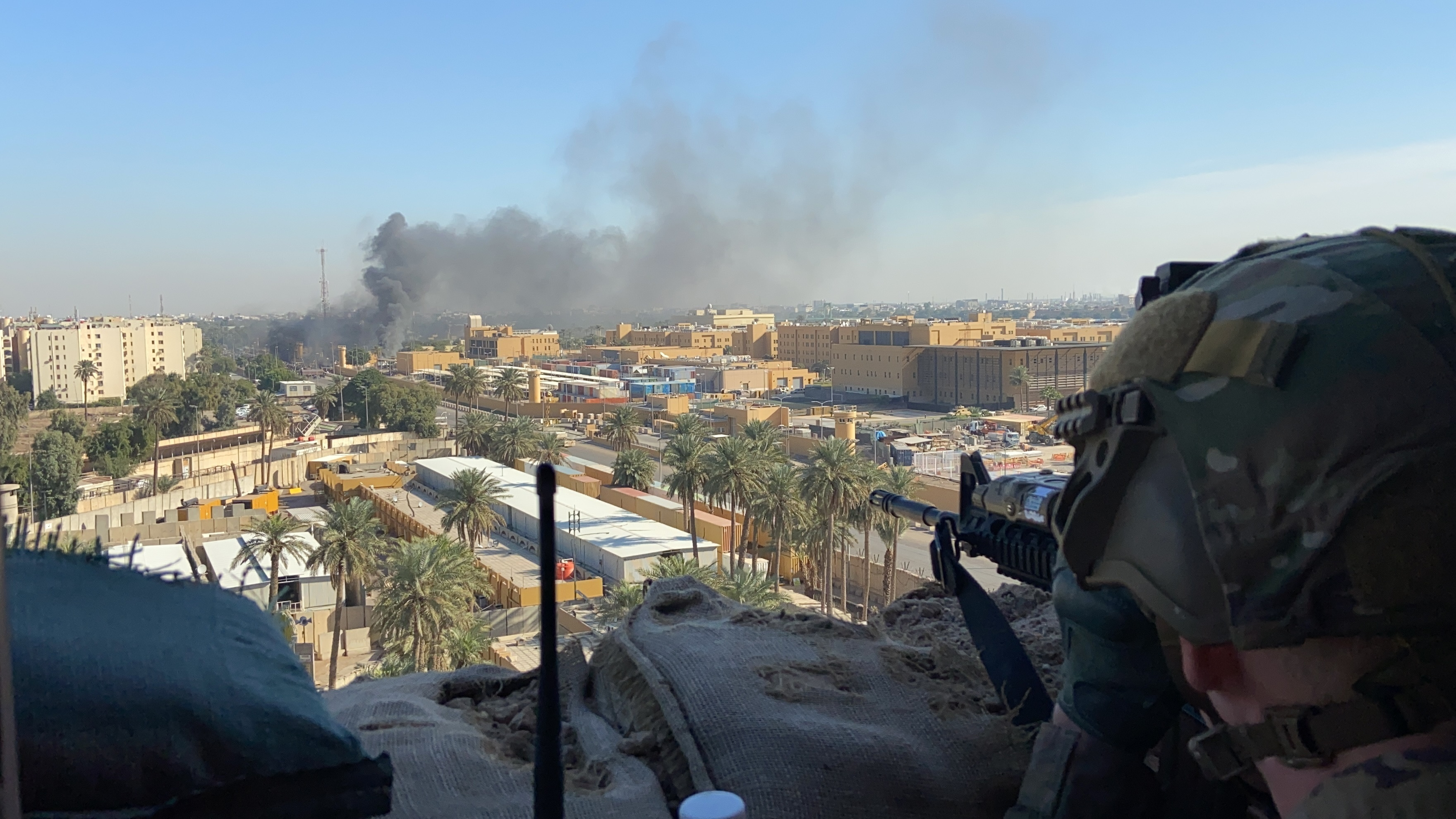
バグダッドのアメリカ大使館への攻撃において、IHPSを着用したアメリカ陸軍第25歩兵師団の兵士

IHPSヘルメットは、2013年にACHおよびECHの代替品として開発が始まる。この開発は、アメリカ陸軍の「ソルジャープロテクションシステム」プログラムの一環で、兵士の保護とパフォーマンスを向上させつつ、個人防護装備 (PPE) の重量を軽減することが目指された。2018会計年度第2四半期に低率初期生産（英語: Low Rate Initial Production、略称：LRIP）の納入が始まった。このヘルメットは、早期配備イニシアチブ（英語: Rapid Fielding Initiative、略称：RFI）プログラムを通じて戦闘地域に展開する部隊へ最初に配備された。
2019年10月、この新型ヘルメットは、アフガニスタンで車両に投げられたレンガから兵士の頭部を保護したと報告された。
IHPSは、2019年から2020年のバグダードの在イラク・アメリカ大使館への攻撃の際に、アメリカ陸軍第25歩兵師団の兵士が着用した。
2024年2月、アメリカ陸軍は「次世代IHPS (NG IHPS)」の配備を開始した。この新型ヘルメットは、重量を維持しつつライフル弾に対しての防御力を向上させている。配備は第82空挺師団から開始され、2024年末までに第101空挺師団への配備が予定されている。

## 設計

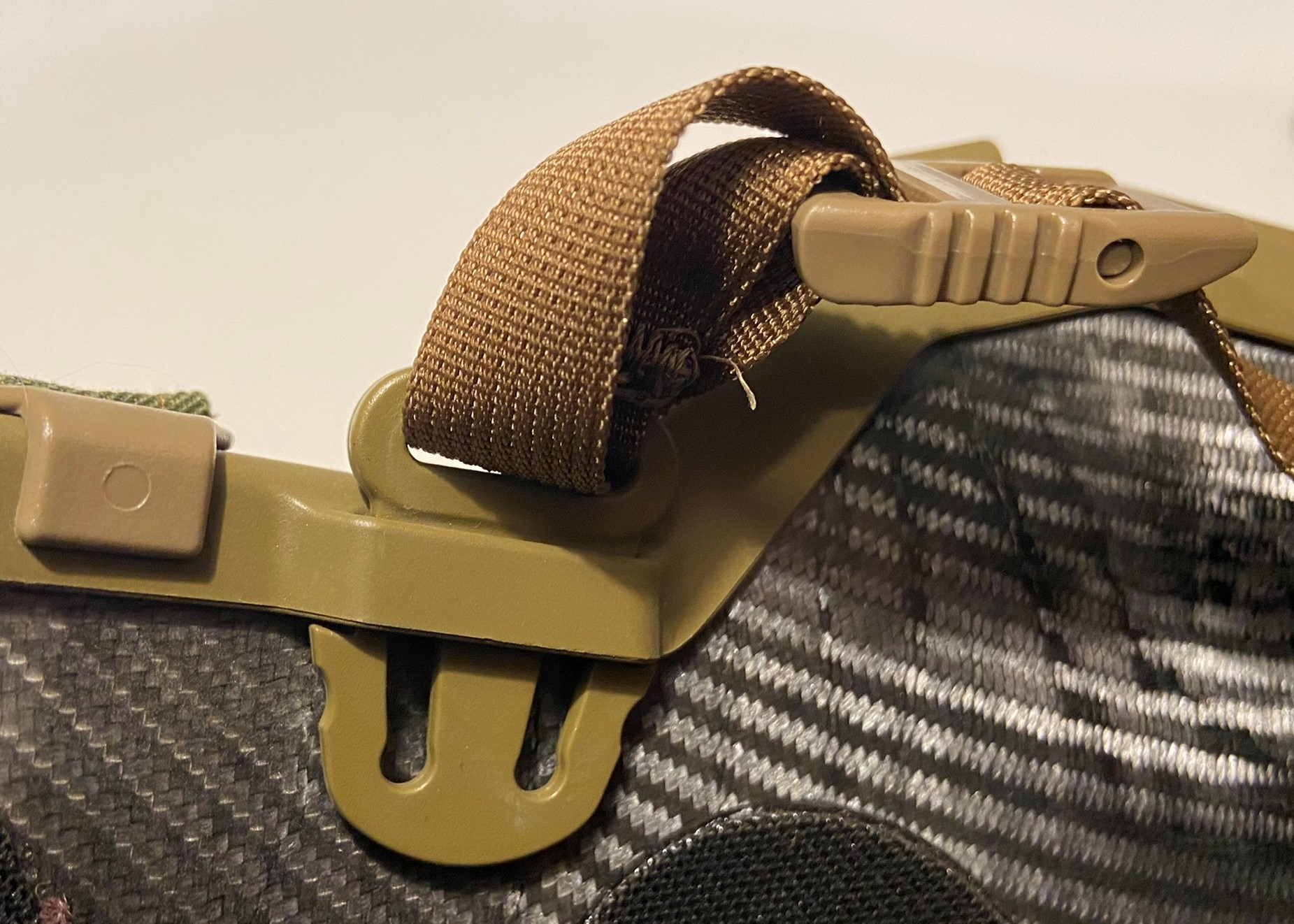
IHPSヘルメットのボルトレスチンストラップアタッチメント

IHPSは、戦闘用の眼の保護具（英語: Military Combat Eye Protection、略称：MCEP）と組み合わせることで、「ソルジャープロテクションシステム」の頭部保護部分が完成する。IHPSは、従来のヘルメットよりも5パーセント軽量で、鈍的な衝撃、受動的な聴覚保護、および弾道保護を向上させているとされている。さらに、弾道保護を強化するための2ポンド（0.9kg）のアプライアーマープレートがオプションで用意されてる。オリジナルのIHPSは、ピストル弾や破片に対する防御力を持っており、次世代IHPSではライフル弾に対する防御力が向上している。
IHPSは、従来のヘルメットとは異なり、ボルトを使用しないチンストラップ保持システムを採用しており、従来のヘルメットで必要とされたストラップを固定するための穴が不要で、弾道の弱点が少なくなっている。
IHPSには、顔面防護用のオプションであるマンドブルとアイシールドがあり、また、懐中電灯やカメラ、ヘッドセットなどの装備を取り付けるためのサイドレールも装備されている。
旧型のAN/PVS-14やAN/PSQ-20暗視装置だけでなく、新しいAN/PSQ-42 ENVG-Bも取り付け可能である。2021年後半、エイボン・プロテクション・セラダインは、3M製のペルターComTacヘッドセットに対応する独自のレールマウントアダプターの開発を完了した。これは、ヘルメットが以前には通信機器との統合機能に欠けていたという一般的な不満に対応するためであり、人気が高まっているハイカットスタイルのヘルメットと同様の機能を備えるようになった。

## 採用国
- アメリカ陸軍